# 厄瓜多爾兔脂鯉
厄瓜多爾兔脂鯉（学名：Leporinus ecuadorensis），為輻鰭魚綱脂鯉目脂鯉亞目上口脂鯉科的其中一個種，分布於南美洲厄瓜多峽谷阿爾塔河流域，體長可達25公分，棲息在植被生長茂密的水域，生活習性不明，可做為食用魚。
其种加词“ecuadorensis”意为“厄瓜多尔的”。